# Болота (телесериал)
«Боло́та», также известен как «Глэйдс» и «Пля́жный коп» (англ. The Glades) — американский детективный телесериал, выходивший на телеканале A&E с 11 июля 2010 года по 26 августа 2013 года. Сериал рассказывает о Джиме Лонгворте, работающим полицейским в штате Флорида.

## Сюжет
Одному из лучших детективов Чикаго Джиму Лонгворту пришлось покинуть город, когда его начальник подстрелил его из-за того, что он якобы спал с его женой. На деньги, выплаченные ему в качестве компенсации, он покупает дом во Флориде. Он надеется, что теперь в южном штате он будет играть в гольф и иногда выписывать штрафы за неправильную парковку, но у него ничего не получается, так как уровень преступности оказывается невероятно высоким. Многие считают, что у Джима проблемы с общением, хотя он имеет успех у женщин.

## В ролях
| Актёр        | Персонаж               | Эпизоды | Сезоны       | Сезоны       | Сезоны       | Сезоны       |
| Актёр        | Персонаж               | Эпизоды | 1            | 2            | 3            | 4            |
| ------------ | ---------------------- | ------- | ------------ | ------------ | ------------ | ------------ |
| Мэтт Пассмор | Детектив Джим Лонгворт | 49      | Главная роль | Главная роль | Главная роль | Главная роль |
| Киле Санчес  | Калли Каргил           | 49      | Главная роль | Главная роль | Главная роль | Главная роль |
| Карлос Гомес | Доктор Карлос Санчес   | 49      | Главная роль | Главная роль | Главная роль | Главная роль |
| Джордан Уолл | Дэниэл Грин            | 47      | Главная роль | Главная роль | Главная роль | Главная роль |
| Мишель Хёрд  | Колин Манус            | 43      | Главная роль | Главная роль | Главная роль | Главная роль |
| Юрайа Шелтон | Джефф Каргил           | 37      | Главная роль | Главная роль | Главная роль | Главная роль |

## Список серий
| Сезон | Сезон | Эпизоды | Оригинальная дата показа | Оригинальная дата показа |
| Сезон | Сезон | Эпизоды | Премьера сезона          | Финал сезона             |
| ----- | ----- | ------- | ------------------------ | ------------------------ |
|       | 1     | 13      | 11 июля 2010             | 3 октября 2010           |
|       | 2     | 13      | 5 июня 2011              | 5 сентября 2011          |
|       | 3     | 10      | 3 июня 2012              | 12 августа 2012          |
|       | 4     | 13      | 27 мая 2013              | 26 августа 2013          |

## История создания
Сериал первоначально носил название «Сахарная голова», и действие должно было происходить в Тэмпа Бай. Шоу было отснято в бывшем складе в Пемброк-Парк, штат Флорида в районе Форт-Лодердейла, что делает его вторым сериалом, после «Чёрной метки», «В 35 — на пенсию» и «WWE», снимающимся исключительно во Флориде.
Мэтт Пассмор первым присоединился к съёмочной группе, получив ведущую роль детектива Джима Лонгворта. Киле Санчес, Урия Шелтон и Карлос Гомес были следующими утверждёнными на роль в сериале актерами. Санчес играет Калли Каргил, Шелтон исполнил роль Джеффа Каргила, а Гомес сыграл доктора Карлоса Санчеса. 25 февраля 2010 года было заказано 13 эпизодов сериала.
Хотя A&E рекламирует шоу, как сериал типа CSI, это больше чем стандартное полицейское расследование, с судебной экспертизой, играющей второстепенную роль. 13 сентября 2010 года, телеканал A&E объявил, что шоу было продлено на второй сезон. Премьера первой серии второго сезона состоялась в воскресенье, 5 июня 2011 года. 18 октября 2011 года, сериал был продлен на третий сезон, премьера которого состоялась 3 июня 2012 года. С увеличением рейтинга просмотров в пять процентов A&E продлил «Болота» на четвёртый сезон. 1 сентября 2013 года the «Huffington Post» объявил, что телеканал A&E Network не продлил сериал на пятый сезон.

## Приём критиков
Пилотный эпизод собрал 3,6 миллиона зрителей, что сделало его самым успешным оригинальным сериалом на канале A&E. Шоу получило позитивные отзывы критиков с начальным счетом 64 из 100 от Metacritic.

## Рейтинги
| Сезон   | Таймслот          | Количество эпизодов | Премьера     | Премьера                    | Финал           | Финал                     | TВ сезон | Зрители (миллионы) |
| Сезон   | Таймслот          | Количество эпизодов | Дата показа  | Зрители премьеры (миллионы) | Дата показа     | Зрители финала (миллионы) | TВ сезон | Зрители (миллионы) |
| ------- | ----------------- | ------------------- | ------------ | --------------------------- | --------------- | ------------------------- | -------- | ------------------ |
| Сезон 1 | Воскресенье 22:00 | 13                  | 11 июля 2010 | 3,55                        | 3 октября 2010  | 2,69                      | 2010     | 3,8                |
| Сезон 2 | Воскресенье 22:00 | 13                  | 5 июня 2011  | 3,01                        | 5 сентября 2011 | 2,38                      | 2011     | 3,0                |
| Сезон 3 | Воскресенье 21:00 | 10                  | 3 июня 2012  | 3,11                        | 12 августа 2012 | 3,10                      | 2012     | 3,0                |
| Сезон 4 | Понедельник 21:00 | 13                  | 27 мая 2013  | 3,26                        | 26 августа 2013 | 3,41                      | 2013     | TBA                |